# Irene Córdoba Monedero
Irene Córdoba Monedero (Madrid, España, 19 de junio de 2003) es una jugadora española de fútbol sala. Juega de universal y su equipo actual es el Futsi Atlético Navalcarnero de la Primera División de fútbol sala femenino de España.

## Trayectoria
Comenzó jugando en las categorías inferiores del Futsi Navalcarnero desde la categoría de alevines y ha ido pasando por todas las categorías hasta llegar al primer equipo con el que debutó el 14 de septiembre de 2019 en un partido contra la Universidad de Alicante.

## Selección nacional
El 13 de octubre de 2020 debuta con la selección española en un partido amistoso contra Portugal. Jugó la Eurocopa de Portugal 2022 donde ganó la Eurocopa.

## Estadísticas
Clubes
 Actualizado al último partido jugado el 26 de junio de 2022.
| Club | Div.          | Temporada     | Liga  | Liga  | Liga       | Liga      | Copas nacionales(1) | Copas nacionales(1) | Copas nacionales(1) | Copas nacionales(1) | Torneos internacionales(2) | Torneos internacionales(2) | Torneos internacionales(2) | Torneos internacionales(2) | Total(3) | Total(3) | Total(3)   | Total(3)  |
| Club | Div.          | Temporada     | Part. | Goles | Amonestado | Expulsado | Part.               | Goles               | Amonestado          | Expulsado           | Part.                      | Goles                      | Amonestado                 | Expulsado                  | Part.    | Goles    | Amonestado | Expulsado |
| --- | ------------- | ------------- | ----- | ----- | ---------- | --------- | ------------------- | ------------------- | ------------------- | ------------------- | -------------------------- | -------------------------- | -------------------------- | -------------------------- | -------- | -------- | ---------- | --------- |
| Futsi Atlético Navalcarnero · España |               |               |       |       |            |           |                     |                     |                     |                     |                            |                            |                            |                            |          |          |            |           |
| 1.ª |               |               |       |       |            |           |                     |                     |                     |                     |                            |                            |                            |                            |          |          |            |           |
| 2019-20 | 21            | 7             | 0     | 0     | 2          | 1         | 0                   | 0                   | -                   | -                   | -                          | -                          | 23                         | 8                          | 0        | 0        |            |           |
| 2020-21 | 25            | 9             | 4     | 0     | 3          | 1         | 0                   | 0                   | -                   | -                   | -                          | -                          | 28                         | 10                         | 4        | 0        |            |           |
| 2021-22 | 32            | 21            | 2     | 0     | 6          | 1         | 0                   | 0                   | -                   | -                   | -                          | -                          | 38                         | 22                         | 2        | 0        |            |           |
| Total club | Total club    | 78            | 37    | 6     | 0          | 11        | 3                   | 0                   | 0                   | -                   | -                          | -                          | -                          | 89                         | 40       | 6        | 0          |           |
| Total carrera | Total carrera | Total carrera | 78    | 37    | 6          | 0         | 11                  | 3                   | 0                   | 0                   | -                          | -                          | -                          | -                          | 89       | 40       | 6          | 0         |
| (1) Incluye datos de Copa / Supercopa. (2) Incluye datos de Campeonato de Europa de Clubes, Recopa y Copa Intercontinental. (3) No incluye datos de partidos amistosos. |               |               |       |       |            |           |                     |                     |                     |                     |                            |                            |                            |                            |          |          |            |           |

## Palmarés y distinciones
- Eurocopa:

 2022
 2023
- Liga española: 2 títulos

2021-22 y 2024-25
- Supercopa de España: 1 título

2024/25.